# 労働安全衛生法による技能講習修了証明書
労働安全衛生法による技能講習修了証明書（ろうどうあんぜんえいせいほうによるぎのうこうしゅうしゅうりょうしょうめいしょ）とは、日本の労働安全衛生法に基づく技能講習を修了したことを証明する文書である。同法第61条第3項の「資格を証する書面」に該当し、都道府県労働局長登録教習機関において技能講習を修了した者からの申請に基づき、有料で発行する。労働安全衛生法による免許証と同様、日本の労働現場において、事業者（雇用主等）が労働者に対し危険・有害な作業を行わせる際に、当該労働者に求められる作業者又は作業主任者としての資格の証明書である。一時期は当時の発行者がまとまるくんカードという通称も使用していた。

## 概説
技能講習は37種類あり（2006年4月現在。他に廃止されたものもある）、その修了者には原則として受講機関・受講講習別に当該登録教習機関から「技能講習修了証」が交付される（複数の技能講習を同じ登録教習機関で修了した場合はその登録教習機関の分だけ1枚に統合する場合もある）。交付を受けた者は当該作業を行う場合はその修了証（原本。コピー不可）を携帯しなければならない。長期間携行して摩滅・汚損あるいは紛失した場合は受講した登録教習機関に修了証の再交付を求めることになるが、当該登録教習機関が閉鎖・合併等により既に存在しない事例も想定されるため、労働安全衛生規則第82条第3項により修了証の代替文書として「技能講習修了証明書」の制度が設けられており、厚生労働大臣の指定する証明書発行機関がその交付手続を行うこととされている。複数の登録講習機関・講習を一括して代替証明するという前提のため、原則1講習1枚の修了証と異なり、修了証明書では全ての技能講習の修了の有無が表示・記載される形となっている（既に廃止された技能講習についても直接又は置換して表示される）。
一度に複数の修了証を汚損・紛失した場合にそれぞれの修了証の再交付手続をするのは煩雑になるが、修了証明書の場合は消滅したものも含む全機関、改正・廃止されたものを含む全技能講習をデータベースにより網羅しているため交付手続が一度に、かつ相対的に安価で済むという利便性がある。法令の建前上は、修了証明書はあくまで登録教習機関消滅時の代替発行を主眼としたものであるが、実際には当時の発行指定機関であった中災防自身も「代替発行」よりも「複数の修了証を1枚にまとめること」の利便性を掲げており（当時の通称である「まとまるくんカード」はその意識の現れである）、修了証明書の申請は紛失等の理由がなくても、また修了講習が一つのみの場合でも可能となっている。
従業中にこの修了証明書を携帯することで、複数の修了証の携帯に代えることができる。ただし、修了証明書は修了証原本に取って代わるものではないため、紛失等でなく単に複数の修了証を統合する利便目的で取得した場合（つまり手元に修了証原本がある場合）は、修了証は破棄せず保管しておく必要がある。

## 現行修了証明書の記載事項

### 表面
- 最上部に「労働安全衛生法による技能講習修了証明書」
- 左上部から中央にかけて次の各事項
  - 修了証明書番号
  - 氏名
  - 生年月日（元号表記）
  - 性別
  - 発行日（元号表記）
- 右に技能講習修了者の写真
- 下部に技能講習の種類の略称と有無（有りの場合「◆」を表示）（この欄のみ縦書き表記）
- 写真下方に「厚生労働大臣指定機関」、年度、機関名称及び公印
- 2017年3月31日までに交付された証明書には本籍欄があった。

### 裏面
- 左から修了した技能講習の種類の略称、技能講習を実施した機関の名称、修了証番号、修了年月日（「H18.04.01」のように元号で記載）

（註）表面の表示欄では全ての技能講習の有無が表示可能であるが、この裏面の詳細記載欄では20種類の技能講習までしか記載できない。

## 技能講習修了証明書上の表記順
| 整 地 | 基 礎 | 解 体 | 不 整 | 高 所 | フ ォ | シ ョ | 玉 掛 | 床 ク | 小 ク | ガ ス | コ 破 | 地 山 | 土 止 | ず 掘 | ず 履 | 型 枠 | 足 場 | 鉄 骨 | コ 解 | 鋼 橋 | コ 橋 |
| 採 石 | 木 建 | は い | 船 内 | ボ 取 | ボ 据 | 普 圧 | 化 圧 | 木 材 | プ レ | 乾 燥 | 酸 欠 | 酸 硫 | 特 化 | 鉛    | 四 鉛 | 有 機 | 地 止 | 特 四 | 石 綿 | ア 溶 |       |
| ----- | ----- | ----- | ----- | ----- | ----- | ----- | ----- | ----- | ----- | ----- | ----- | ----- | ----- | ----- | ----- | ----- | ----- | ----- | ----- | ----- | ----- |

表面・裏面とも、技能講習の種類は左側に例示した略称のみが表示される。右側は法令上の正式名称（過去変遷のあるものは最新の名称を記載）。制度改正による過渡期のため、カード様式に旧制度の技能講習の表示が一部残存しており、現行法令上の技能講習の総数とは一致しない。
- 整地 - 車両系建設機械（整地・運搬・積込み用及び掘削用）運転技能講習
- 基礎 - 車両系建設機械（基礎工事用）運転技能講習
- 解体 - 車両系建設機械（解体用）運転技能講習
- 不整 - 不整地運搬車運転技能講習
- 高所 - 高所作業車運転技能講習
- フォ - フォークリフト運転技能講習
- ショ - ショベルローダー等運転技能講習
- 玉掛 - 玉掛け技能講習
- 床ク - 床上操作式クレーン運転技能講習
- 小ク - 小型移動式クレーン運転技能講習
- ガス - ガス溶接技能講習
- コ破 - コンクリート破砕器作業主任者技能講習
- 地山 - 旧・地山の掘削作業主任者技能講習
- 土止 - 旧・土止め支保工作業主任者技能講習
- ず掘 - ずい道等の掘削等作業主任者技能講習
- ず履 - ずい道等の覆工作業主任者技能講習
- 型枠 - 型枠支保工の組立て等作業主任者技能講習
- 足場 - 足場の組立て等作業主任者技能講習
- 鉄骨 - 建築物等の鉄骨の組立て等作業主任者技能講習
- コ解 - コンクリート造の工作物の解体等作業主任者技能講習
- 鋼橋 - 鋼橋架設等作業主任者技能講習
- コ橋 - コンクリート橋架設等作業主任者技能講習
- 採石 - 採石のための掘削作業主任者技能講習
- 木建 - 木造建築物の組立て等作業主任者技能講習
- はい - はい作業主任者技能講習
- 船内 - 船内荷役作業主任者技能講習
- ボ取 - ボイラー取扱技能講習
- ボ据 - 旧・ボイラー据付け工事作業主任者技能講習
- 普圧 - 普通第一種圧力容器取扱作業主任者技能講習
- 化圧 - 化学設備関係第一種圧力容器取扱作業主任者技能講習
- 木材 - 木材加工用機械作業主任者技能講習
- プレ - プレス機械作業主任者技能講習
- 乾燥 - 乾燥設備作業主任者技能講習
- 酸欠 - 酸素欠乏危険作業主任者技能講習
- 酸硫 - 酸素欠乏・硫化水素危険作業主任者技能講習
- 特化 - 旧・特定化学物質等作業主任者技能講習
- 鉛 - 鉛作業主任者技能講習
- 四鉛 - 旧・四アルキル鉛等作業主任者技能講習
- 有機 - 有機溶剤作業主任者技能講習
- 地止 - 地山の掘削及び土止め支保工作業主任者技能講習
- 特四 - 特定化学物質及び四アルキル鉛等作業主任者技能講習
- 石綿 - 石綿作業主任者技能講習
- ア溶 - 金属アーク溶接等作業主任者限定技能講習

（2024年4月現在）

## 証明書発行機関
技能講習修了証明書の発行は、厚生労働大臣が指定する機関が行う。2010年度までは中央労働災害防止協会（中災防）を唯一の指定機関としていたが、2010年度に厚生労働省が省内事業仕分けを経て、発行設備等を置く同省安全衛生情報センター（業務全般を中災防が受託運営）の廃止を決定、翌年度分からは同センターに代わって設置する「技能講習修了証明書発行事務局」における技能講習修了者データ一元管理事業を年度ごとに入札告示し、その落札者を唯一の指定機関とする方式へ移行した（なお安全衛生情報センターの名称は、2011年4月より中災防の一事業名として存続している）。
移行初年度の2011年度は富士通株式会社が指定機関となり、中災防から業務を引き継いで発行事務局を運営している。